# Gianmaria Testa
Gianmaria Testa (Cavallermaggiore, Piamonte; 17 de octubre de 1958-Alba, Piamonte, 30 de marzo de 2016) fue un cantautor y guitarrista italiano.

## Trayectoria artística
Nacido en una familia de campesinos en la que solo se hablaba piamontés, Testa comenzó a actuar musicalmente en 1990 y pronto ganó dos premios consecutivos en el Festival Recanati en 1993. Empieza siendo reconocido en Francia y su primer álbum "Montgolfières" fue publicado en 1995 en una colaboración entre el sello francés Bleu y Harmonia Mundi. 
A lo largo de su carrera musical, Testa continuó trabajando como jefe de estación en la estación de tren de Cúneo, Italia, hasta 2007. Cantó en italiano y en francés y su música tiene influencias del folk, de la chanson y del jazz, siempre fue sensible al sufrimiento de las personas migradas. En España había cantado en diversas ocasiones, especialmente en Cataluña (Festival de Teatro de Sitges, Festival Barnasants) y también en el Festival Mar de Músicas de Cartagena. Falleció a los 57 años, su funeral tuvo lugar en la Catedral de Alba y fue enterrado en el cementerio de Castiglione Falletto.

## Discografía
Discos de estudio
- 1995 - Montgolfières
- 1996 - Extra-Muros
- 1999 - Lampo
- 2000 - Il valzer di un giorno
- 2003 - Altre latitudini
- 2006 - Da questa parte del mare
- 2011 - Vitamia

Disco póstumo
- 2019 - Prezioso

Discos en directo
- 2009 - Solo dal vivo
- 2013 - Men at work